# Henri de Miffonis
Henri de Miffonis est un ingénieur civil, né le 24 mai 1882 à Boulogne-Billancourt, et mort au Canada en 1955, spécialisé dans la construction de phares. Il poursuit des études en génie civil à l'université de Paris. En 1905, après l'obtention de son diplôme, il accepte une offre d'emploi du ministère de la Marine et des Pêcheries du Canada pour venir travailler à la Commission des phares, nouvellement créée. Le travail de Miffonis est alors supervisé par l'ingénieur en chef de la commission, William Patrick Anderson, un fervent promoteur du béton armé dans la construction des phares.
Le recrutement de Miffonis, pour sa compétence dans l'emploi du béton, correspond à une période d'intense activité d'amélioration des infrastructures maritimes au Canada, en particulier dans la construction de phares. Pendant ces trois premières années à la commission, Miffonis met au point et fait breveter en 1908 des plans pour la conception de phares en béton armé de forme tronconique avec contreforts à arcs-boutants.
L'importance du rôle de Miffonis dans la construction des phares canadiens entre 1908 et 1914 a été mésestimée jusqu'à la redécouverte de sa correspondance avec Anderson. En 1913, il publie un ouvrage présentant ses travaux et calculs quant à l'utilisation du béton armé et ses avantages dans la construction des phares.
À la suite de la fin de la Première Guerre mondiale, il y a peu de construction de nouveaux phares et Miffonis termine sa carrière en travaillant pour l'organisme canadien chargé de l'entretien des infrastructures maritimes.

## Biographie

### Formation et arrivée au Canada
Henri de Miffonis est né en France en 1882. Il reçoit sa formation à l'université de Paris à une époque où « le béton armé révolutionne l'industrie du bâtiment en France » qui est d'ailleurs à l'avant-garde en ce qui concerne l'utilisation de ce nouveau matériau. Miffonis est profondément influencé par cet essor et l'usage du béton armé est un élément marquant dans sa carrière.
En 1905, Henri de Miffonis entre au service du ministère de la Marine et des Pêcheries du Canada au poste d'ingénieur pour la Commission des phares. Cette commission a été créée en février 1904 pour répondre aux pressions des armateurs qui demandent aux autorités canadiennes d'améliorer les aides à la navigation le long des côtes canadiennes,. L'ingénieur en chef de la commission, William Patrick Anderson, est persuadé que le béton armé est le meilleur choix pour la construction des futurs phares en matière de solidité et de coûts.
Le recrutement de Miffonis s'inscrit donc dans la perspective de la construction de nouvelles tours de phares et de l'utilisation du béton pour ces nouvelles constructions. L'assistant-chef ingénieur, B. H. Fraser, mentionne à propos de Miffonis qu'il s'agit d'un homme très éduqué, possédant une grande culture et des connaissances très étendues en mathématiques et en mécanique et l'un des meilleurs théoriciens du ministère. Toutes ces qualités, ainsi que les besoins de la Commission des phares, font en sorte que Miffonis est affecté au bureau principal de la commission à Ottawa plutôt que dans l'un des bureaux régionaux. L'embauche de l'ingénieur français rassure le ministère de la Marine et des Pêcheries sur l'utilisation du béton armé comme matériau pour la construction des nouveaux phares érigés au début du XXe siècle.

### Carrière à la Commission des phares
L'arrivée de Miffonis correspond à une période faste en ce qui concerne la construction de tours de phares en béton armé au Canada. Les prévisions initiales de la Commission des phares mentionnent que quatorze tours doivent être construites en utilisant le béton armé, mais finalement ce sont plus de vingt-cinq phares qui sont construits avec ce matériau entre 1906 et 1914. Les cinq premiers phares construits en béton le sont par la firme Steel Concrete Co. de Montréal entre 1906 et 1908, car cette dernière possède une grande expertise dans l'utilisation du béton ; le ministère de la Marine et des Pêcheries étant même dépendant de cette firme pour réaliser les tours dans un délai raisonnable,.
Les cinq phares en béton armé construits par la Steel Concrete Co. utilisent les plans de l'ingénieur en chef de l'entreprise, Emil Andrew Wallberg. Les plans de Wallberg sont ceux de tours rondes sans contreforts. Leur réalisation, selon les plans de Wallberg, est la source d'un conflit avec le ministère de la Marine et des Pêcheries, car ce dernier aurait préféré que les phares soient construits en utilisant ses propres plans. Le conflit s'envenime lorsque Wallberg demande un brevet en mai 1907 pour ce type de tour ronde en béton armé, demande que le ministère conteste en août sur la base du refus de Wallberg d'utiliser les plans fournis par le ministère. Wallberg obtient tout de même son brevet en mai 1908. Le ministère obtient cependant gain de cause en ce qui concerne le choix des plans, les nouveaux phares construits à partir de la fin de 1908 le seront selon ses directives en utilisant majoritairement la forme tronconique.

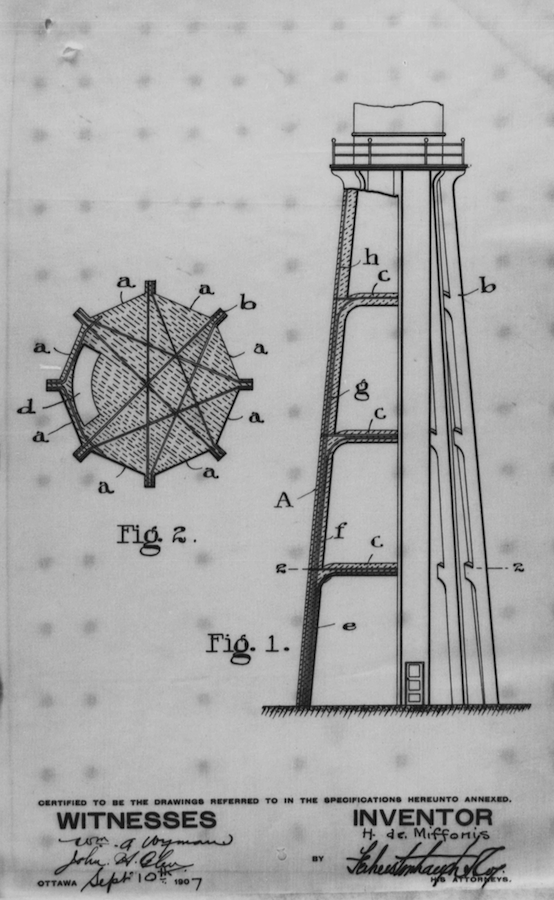
Plan d'une tour en béton armé, demande de brevet déposée en 1907 par Miffonis.

Entretemps, Miffonis demande un brevet pour ses plans d'une tour de phare en béton armé munie de contreforts à arcs-boutants en juin 1907, soit un mois après la demande de brevet de Wallberg. La demande de Miffonis décrit les caractéristiques physiques de son modèle de tour en béton et les différences entre son plan et les modèles de tour en béton déjà brevetés, c'est-à-dire la présence de contreforts à arcs-boutants placés aux extrémités d'une tour de forme prismatique et la présence de planchers à la jonction des contreforts et des murs de la tour,. Il y décrit aussi les avantages de ce modèle, soit : une grande solidité de la tour et une meilleure résistance aux vents latéraux grâce aux contreforts à arcs-boutants ainsi que la diminution de la quantité de béton utilisée pour la construction,.
La demande de brevet de Miffonis fait l'objet de contestations de la part de Wallberg qui l'accuse de s'être servi de ses plans. Cependant, les prétentions de Wallberg sont rejetées par Miffonis et le ministère de la Marine et des Pêcheries ajoute que les plans de Wallberg n'ont jamais inclus de contreforts à arcs-boutants. Miffonis obtient son brevet canadien le 2 juin 1908. Il obtient aussi un brevet des États-Unis en 1910 pour le même genre de tour en béton armé à arcs-boutants.
À la même période, une correspondance entre Miffonis et William Patrick Anderson, ingénieur en chef du ministère, le 21 février 1908, indique que l'ingénieur français est prêt à renoncer à ses droits en faveur du ministère pour l'utilisation de ses plans. Cette pratique, alors très répandue, est utilisée par les organismes gouvernementaux pour empêcher les entreprises d'exiger des droits lors des constructions. Deux autres correspondances, datant des 25 février et 20 mars 1908, entre Miffonis et Anderson démontrent aussi que ce dernier est irrité par la demande de brevet de son subalterne, auquel il rappelle que les plans des tours n'auraient pu voir le jour sans les conseils qu'il lui avait prodigués pour l'ajout de planchers et de contreforts. Mais il reconnaît aussi dans ces deux lettres que la paternité du concept revient à l'ingénieur français. 

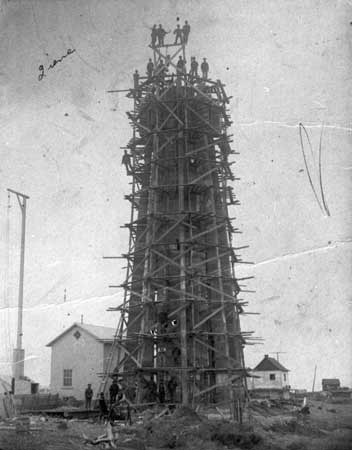
La construction du phare de Pointe-au-Père en 1909.

Entre 1909 et 1911, Miffonis réalise les plans et supervise la construction de trois des plus hauts phares avec contreforts à arcs-boutants, soit celui de Pointe-au-Père, de l’île Caribou et d'Estevan Point,. Au total, neuf phares de ce type sont réalisés sous l'égide d'Anderson,. L'expertise de Miffonis dans l'utilisation du béton armé ne se limitant pas aux phares, il participe aussi à la construction d'un quai avec ce matériau à Pointe-du-Lac en 1909-1910, tel que le mentionne le rapport annuel d'Anderson en 1911. 
En 1913, Miffonis publie un ouvrage de trois cents pages dont le titre est Béton et béton armé, aide-mémoire pratique à l'usage des ingénieurs, architectes, entrepreneurs et surveillants de travaux. Ce traité fait état des travaux de Miffonis sur l'usage du béton armé comme matériau de construction et décrit les caractéristiques des composantes du béton ainsi que les propriétés du mortier. L'ouvrage aborde aussi le sujet des systèmes brevetés pour l'usage du béton et présente des calculs et des schémas relatifs à son utilisation. Dans une section traitant spécifiquement des phares, Miffonis mentionne les avantages de l'utilisation du béton, un matériau résistant aux vibrations et auquel il est facile de donner une forme désirée. L'ouvrage de Miffonis permet de rendre l'utilisation du béton en France moins empirique grâce à l'introduction de « normes de calculs plus rigoureuses ».
À la suite du départ à la retraite d'Anderson en 1919, au ralentissement économique lié à la fin de la Première Guerre mondiale et au fait que le réseau canadien des aides à la navigation est désormais plus complet, les fonctions de Miffonis sont modifiées et peu de nouveaux phares sont construits,. Toujours en 1919, Miffonis demande et obtient la nationalité canadienne. Entre 1921 et 1922, Miffonis, qui travaille alors dans les laboratoires de physique de l'université Queen's, effectue des recherches sur les qualités optiques de diverses sources d'éclairage ainsi que sur les propriétés réfléchissantes de certains matériaux susceptibles d'être utilisés dans les phares,.
Pendant cette période, il publie quelques articles scientifiques sur ses recherches en optique. En 1923, il publie un article dans le Journal of the Franklin Institute intitulé « The sense of verticality and its application to lighthouse work » qui traite des constructions en hauteur, de leur résistance aux vents ainsi que du niveau de visibilité de tels édifices pour ceux qui les cherchent du regard, en particulier en fonction de la distance. L'année suivante, il publie un article dans The Astrophysical Journal sur la construction d'un appareil qu'il nomme periodoscope et qui sert à mesurer la période d'une répétition d'un événement en astronomie lorsqu'on possède un nombre restreint d'observations.
En 1925, il est affecté au Dominion Lighthouse Depot, un organisme chargé de l'entretien des phares et des infrastructures maritimes au Canada. Le travail de Miffonis y est beaucoup plus routinier et il n'est plus amené à concevoir les plans de nouvelles tours de phares,. Miffonis meurt au Canada en 1955.

## Postérité

### Paternité des plans des phares en béton armé
Selon l'historienne Brigitte Violette, la paternité des plans des phares en béton armé construits au Canada entre 1908 et 1914 a « fait l'objet d'interprétations divergentes ». Elle mentionne de plus que les « auteurs ayant traité de l'histoire des phares au Canada ont le plus souvent attribué la conception des phares à arcs-boutants à Anderson, ». La confusion quant à l'auteur des plans peut être attribué à la publication en 1913 de l'ouvrage de Frederick A. Talbot, Lightships and Lighthouses, rédigé à la suite des informations fournies à Talbot par William Patrick Anderson et qui lui attribuaient la paternité de la réalisation des phares en béton armé. Cependant la demande de brevet déposée par Miffonis en 1907 pour ce type de tour, brevet qu'il a obtenu en 1908,, met en doute la paternité d'Anderson concernant les plans des tours de phare en béton armé. De plus, la description que fait Talbot en 1913 des avantages de cette méthode de construction quant à la résistance aux vents latéraux et à la solidité de la tour reprend le texte explicatif que Miffonis a rédigé dans sa demande de brevet de 1907,.   
Les historiens qui ont écrit sur les phares canadiens limitaient l'importance du rôle de Miffonis dans la conception des phares du début du XXe siècle à celle d'un « simple dessinateur » en attribuant leur paternité au « génie inventif » d'Anderson. Cependant, l'historienne Brigitte Violette indique, dans son ouvrage publié en 2009 pour le centenaire du phare de Pointe-au-Père, que la correspondance échangée entre Anderson et Miffonis au début de 1908, en particulier les deux lettres rédigées par Anderson en février et mars 1908, laissent peu de doute sur le fait que la paternité des plans est celle de l'ingénieur français. Malgré l'irritation manifestée par Anderson dans ces lettres à l'égard de Miffonis, il y reconnaît tout de même que la paternité du concept en revient à ce dernier. Selon l'historien Donald Graham, l'irritation d'Anderson envers Miffonis peut être reliée au « caractère autoritaire d'Anderson et à la main de fer avec laquelle il dirige son équipe », ainsi qu'à son désir de laisser « un monument lui permettant d'atteindre une renommée internationale ».
Une meilleure connaissance du contexte et de la documentation de l'époque permet de dire que la participation d'Anderson aux plans des phares en béton armé du début du XXe siècle est plutôt liée aux commentaires et propositions de modification qu'il a faites aux plans de Miffonis et Wallberg. Les connaissances théoriques de Miffonis concernant l'usage du béton armé laissent d'ailleurs peu de doute sur l'importance de sa participation à l'érection des phares du début du XXe siècle au Canada et au fait qu'il est bien plus qu'un simple dessinateur travaillant pour le ministère de la Marine et des Pêcheries.

### Phares construits selon les plans de Miffonis

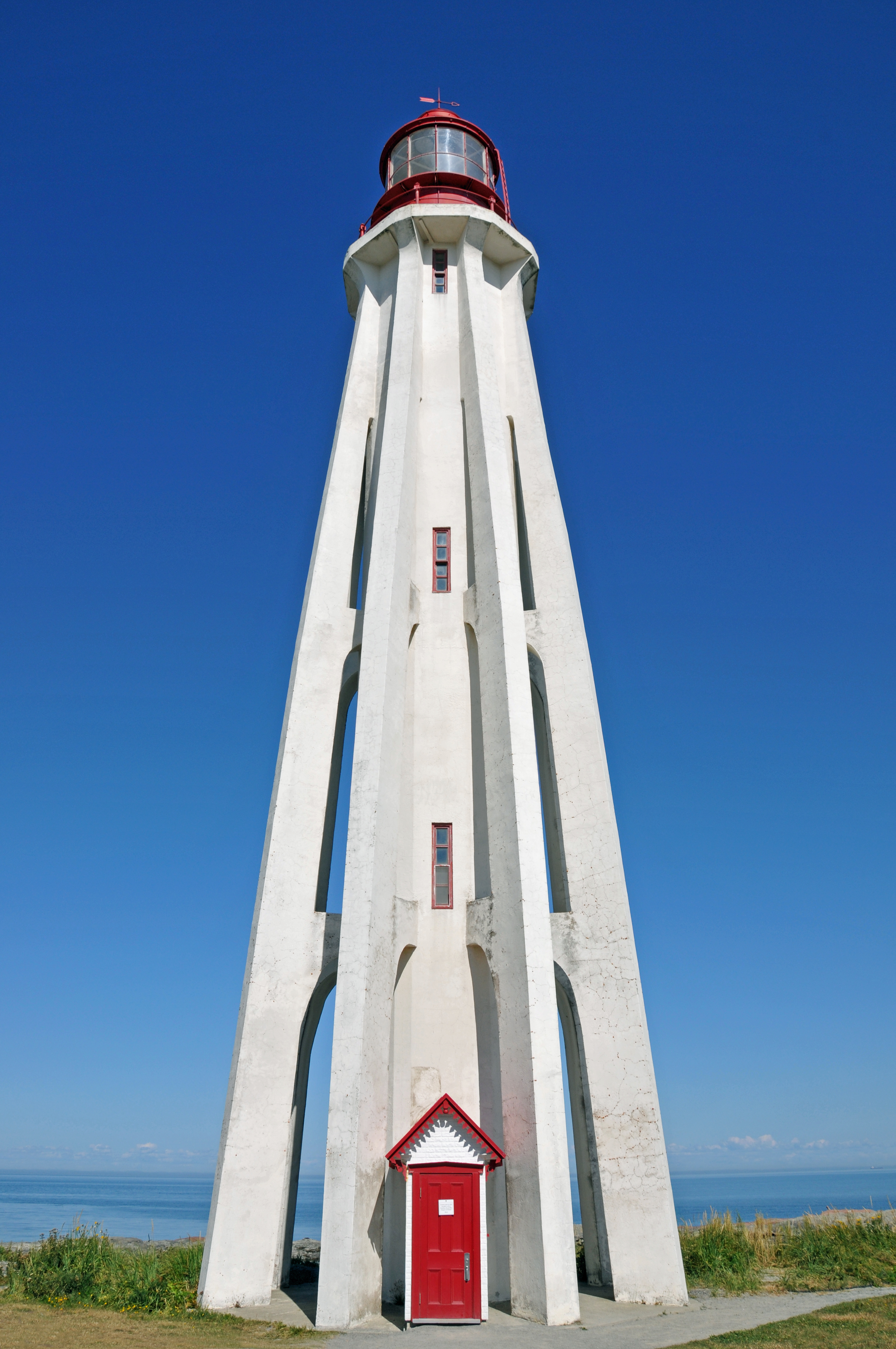
La tour octogonale en béton armé du phare de Pointe-au-Père avec contreforts à arcs-boutants

Avec les phares de Pointe-au-Père, de l’île Caribou et d'Estevan Point,, neuf des phares construits entre 1906 et 1914 le sont avec l'architecture brevetée par Miffonis, soit une forme prismatique et une tour hexagonale ou octogonale consolidée par des contreforts à arcs-boutants,. Cette architecture semble avoir été réservée aux constructions les plus hautes, toutes réalisées entre 1906 et 1912. Elle ne sera plus réutilisée par la suite bien qu'Anderson considérât les réalisations en béton comme étant « l'achèvement ultime dans l'art de construire les phares ».
D'autres types de phares ont été construits par la Commission des phares selon les plans de Miffonis. La dizaine de tours de moins de 18,5 mètres, construites entre 1908 et 1914, sont d'une forme « plus sobre  », sans arc-boutant, munies de contreforts sur toute la longueur du fût : le phare de Flint Island en Nouvelle-Écosse (1908-1910) ; de l'île Parisienne en Ontario (1912) ; de Point Atkinson, Sheringham et Langara Point en Colombie-Britannique (1912-1913) ; de New Ferolle à Terre-Neuve (1913) ; de Natashquan et de l'île Sainte-Marie au Québec (1913-1914). 
Dans son ouvrage de 1913, Miffonis déclare que ces phares, même s'ils sont moins spectaculaires que ceux munis d'arcs-boutants, sont beaucoup plus faciles à construire. L'aspect « moins spectaculaire » de ces tours de phare explique le « peu de controverse quant à leur conception » comme le souligne l'historienne Brigitte Violette.
Par ailleurs, Miffonis a dessiné les plans de phares plus conventionnels, en particulier celui de Cap-Chat construit en 1909,. La structure quadrangulaire y est charpentée par quatre piliers de béton reliés par des murs en bois cintrés au sommet par des poutres d'acier. Le crépi qui devait recouvrir les murs à l'origine a été plutôt recouvert d'« un parement de planches à clin ».
| Emplacement                                     | Année de construction | Forme et contrefort           | Hauteur (m) | Condition et statut                                                                                    |
| ----------------------------------------------- | --------------------- | ----------------------------- | ----------- | --- |
| Pointe nord-ouest de Belle-Isle à Terre-Neuve   | 1908                  | Hexagonale avec 6 contreforts | 12          | Toujours existant. Reconnu par le Bureau d'examen des édifices fédéraux du patrimoine (BÉEFP) en 1989. |
| Cap Anguille à Terre-Neuve                      | 1907-10               | Hexagonale avec 6 contreforts | 28,5        | Démoli en 1980.                                                                                        |
| Pointe-au-Père au Québec                        | 1909                  | Octogonale avec 8 contreforts | 31,8        | Toujours existant. Classé par le BÉEFP en 1990. Reconnu lieu historique national du Canada en 1974.    |
| Estevan Point en Colombie-Britannique           | 1909                  | Octogonale avec 8 contreforts | 29,3        | Toujours existant. Classé par le BÉEFP en 1991.                                                        |
| Cap Norman à Terre-Neuve                        | 1910                  | Hexagonale avec 6 contreforts | 16          | Démoli en 1963.                                                                                        |
| Cap Bauld à Terre-Neuve                         | 1910                  | Hexagonale avec 6 contreforts | 24,4        | Démoli vers 1960.                                                                                      |
| Île Caribou, lac Supérieur en Ontario           | 1910                  | Hexagonale avec 6 contreforts | 30,5        | Toujours existant. Classé par le BÉEFP en 1990.                                                        |
| Île Michipicoten, lac Supérieur en Ontario      | 1911                  | Hexagonale avec 6 contreforts | 20,8        | Toujours existant. Classé par le BÉEFP en 1990.                                                        |
| Escarpement de Bagot, île d'Anticosti au Québec | 1912                  | Hexagonale avec 6 contreforts | 23,5        | Toujours existant. Classé par le BÉEFP en 1990.                                                        |

## Publications
- Béton et béton armé, aide-mémoire pratique à l'usage des ingénieurs, architectes, entrepreneurs et surveillants de travaux édité à Paris par H. Ferreyrol, 1913